# Pfarrkirche St. Josef (Bettwil)
Die Pfarrkirche St. Josef ist die römisch-katholische Pfarrkirche von Bettwil im Kanton Aargau. Das spätbarocke Bauwerk entstand Ende des 18. Jahrhunderts und bildet zusammen mit Pfarrhaus und -scheune eine intakte Baugruppe.

## Geschichte
Bettwil besass seit 1496 eine Kapelle, die dem Heiligen Otmar geweiht war. 1717 war sie vergrössert und 1729 neu gebaut worden. Bis 1799 blieb Bettwil Teil der Pfarrei Sarmenstorf und erlangte daraufhin die Eigenständigkeit. Im Hinblick auf die bevorstehende Abspaltung wurde die Kapelle abgerissen und 1788/89 durch die heutige Kirche ersetzt. Die Arbeiten standen unter der Leitung des Baumeisters Franz Joseph Rey aus Muri, das Baumaterial stammte zum Teil von der alten Kapelle.
Die Fertigstellung der Inneneinrichtung zog sich bis 1805 hin, die Einweihung erfolgte am 12. August 1808 zu Ehren des neuen Kirchenpatrons Josef von Nazaret. Franz Josef Bossard aus Cham baute 1832 die erste Orgel (1882 durch Orgelbau Kuhn restauriert, 1930 durch ein Instrument von Metzler Orgelbau ersetzt). Von 1971 bis 1974 erfolgte eine Gesamtrestaurierung, die auch die Rückversetzung der Orgelempore umfasste. Das Dach wurde 1981 saniert, der Dachreiter 1999 und 2008.

## Bauwerk und Ausstattung
Die geostete, schlicht gehaltene Saalkirche besteht aus einem rechteckigen Kirchenschiff und einem eingezogenen, flach abgeschrägten und lang gestreckten Chor. Auf beiden Seiten gibt es je drei Stichbogenfenster am Schiff und je zwei am Chor. Am östlichen Ende des durchgezogenen Dachfirstes erhebt sich der haubenförmige Dachreiter mit drei Glocken. Das Portal ist sorgfältig im Louis-seize-Stil profiliert und wird durch ein von kompositen Säulen gestütztes Vorzeichen geschützt.
Stuckaturen mit Rocaille-Girlanden- und Tannenmustern zieren die Decke des Schiffs. An der Westwand hängt eine ovale Kanzel mit Sockelwulst und Grisaillebildern an der Brüstung. In den Ecken des Schiffs stehen diagonal zum Grundriss zwei Seitenaltäre, im Chor der Hochaltar. Das Deckengemälde des Chors stammt von Josef Anton Mesmer, die dortigen Stuckaturen werden Peter Anton Moosbrugger zugeschrieben.

## Umgebung
Westlich der Kirche steht das im Jahr 1764 errichtete Pfarrhaus, das zunächst als Kaplanei und Schulhaus diente. Der Baukörper mit 3×3 Achsen besitzt ein Satteldach mit Krüppelwalmen und Klebedächern. Die Korridore und das Treppenhaus sind mit Rokoko-Malereien verziert. Im Saal des Dachgeschosses befindet sich ein Deckenbild des Heiligen Otmar mit Stuckrahmen aus dem Jahr 1767.
Die nordwestlich der Kirche gelegene Pfarrscheune stammt aus dem Jahr 1760 und wurde 1977 umfassend restauriert. Der aus Holz errichtete Ständerbau besitzt ein Krüppelwalmdach, mit Brettern verschalte Giebelfelder sowie ein Klebedach an beiden Stirnseiten.